# Physalia Seamount
Il Physalia Seamount è una montagna sottomarina situata nella parte settentrionale dell'Oceano Atlantico. 
Fa parte della catena di vulcani sottomarini dei New England Seamounts, che è stata in attività più di 100 milioni di anni fa. La catena si è formata quando la placca nordamericana si è mossa al di sopra del punto caldo del New England.
Si trova all'interno del Northeast Canyons and Seamounts Marine National Monument, proclamato dal Presidente degli Stati Uniti d'America Barack Obama per proteggere la biodiversità dell'area.